# Lista de deputados estaduais de Minas Gerais da 2.ª legislatura
Esta é uma lista de deputados estaduais de Minas Gerais eleitos para a 2ª Legislatura. São relacionados o nome civil dos parlamentares que assumiram o cargo em 1951, cujo mandato expirou em 1955.

## Composição das bancadas
| Partido | Líder              | Bancada | Posição      |
| ------- | ------------------ | ------- | ------------ |
| PSD     | Maurício Andrade   | 22 / 72 | Governo      |
| UDN     | Fidelcino Viana    | 21 / 72 | Oposição     |
| PTB     | Ilacir Lima        | 10 / 72 | Governo      |
| PR      | Cícero Dumont      | 9 / 72  | Governo      |
| PTN     | Antônio Franco     | 4 / 72  | Independente |
| PDC     | Pinto Coelho Filho | 2 / 72  | Oposição     |
| PRP     | José Geraldo       | 2 / 72  | Independente |
| PSP     | Celso Mota         | 1 / 72  | Independente |
| PST     | João Vaz           | 1 / 72  | Independente |

## Relação
| Nome                                | Partido | Observações |
| ----------------------------------- | ------- | --- |
| Adolfo de Oliveira Portela          | PSD     | Substituído por João de Almeida período de 13/10 a 11/12/1953 e a partir de 6/12/1954, quando renunciou, para tomar posse como Juiz do Tribunal de Contas do Estado de Minas Gerais.                                                                                         |
| Amadeu Andrada de Lacerda Rodrigues | UDN     | |
| Américo Brasil Martins da Costa     | PSD     | |
| Antônio Franco Ribeiro              | PTN     | Substituído por Sílvio Romeu César de Araújo no período de 2/7 a 4/9/1952. |
| Antônio Lunardi                     | PTN     | |
| Antônio Pimenta                     | PSD     | |
| Arlindo Zanini                      | PTB     | Substituído por Euclides Pereira Cintra, nos períodos de 26/3 a 25/5/1952 e de 4/8 a 25/10/1954, e Cyro de Castro Almeida, de 2/4 a 3/8/1954. |
| Augusto Batista de Figueiredo       | PSD     | Mandato extinto em 10/1/1948. |
| Augusto Costa                       | PSD     | Substituído por Levindo Ozanan Coelho, nos períodos de 22/2 a 23/4/1952, de 26/4 a 24/11/1952 e a partir de 15/6/1953, quando renunciou, para tomar posse como Presidente da Caixa Econômica Estadual.                                                                       |
| Aurélio de Albuquerque Mesquita     | PR      | |
| Bolivar de Freitas                  | PR      | Substituído por Ary Gonçalves de Souza, nos períodos de 16/10 a 13/12/1951 e de 31/7 a 8/9/1952, e José Felipe da Silva, de 16/3 a 13/5/1952. |
| Cândido Gonçalves Ulhoa             | PTB     | Licenciou-se para ocupar o cargo de Secretário de Estado da Educação, sendo substituído por Euclides Pereira Cintra no período de 21/8/1953 a 31/7/1954. |
| Carlos Horta Pereira                | UDN     | |
| Carlos Martins Prates               | PSD     | Substituído por Levindo Ozanan Coelho no período de 23/8 a 24/12/1951. Renunciou em 7/12/1954, para tomar posse como Juiz do Tribunal de Contas do Estado de Minas Gerais, sendo substituído por José Ribeiro Navarro.                                                       |
| Celso Arinos Motta                  | PSP     | |
| Cícero Dumont                       | PR      | |
| Cornelio Dias de Castro             | PR      | Substituído por Ary Gonçalves de Souza, no período de 25/3 a 13/5/1952, José Felipe da Silva, de 18/10 a 6/12/1951, de 18/8 a 9/9/1952 e de 12/11 a 7/12/1953, e Carlos Vaz de Melo Megale, de 6/8 a 8/9/1954 e de 26/11 a 14/12/1954.                                       |
| Cyro de Aguiar Maciel               | PR      | Substituído por José Felipe da Silva, no período de 26/5 a 28/7/1954 e Carlos Vaz de Melo Megale de 26/10 a 8/11/1954. |
| Dnar Mendes Ferreira                | UDN     | |
| Edgar Godoy da Mata Machado         | UDN     | |
| Edson Vieira de Rezende             | PSD     | Substituído por João de Almeida no período de 25/3/1952 a 9/6/1952. |
| Eduardo Lucas Pereira Filho         | PSD     | |
| Emiliano Franklin de Castro         | PSD     | Substituído por João de Almeida nos períodos de 10/6 a 31/10/1952 e de 7/5 a 9/12/1954. |
| Emílio de Vasconcelos Costa         | PSD     | |
| Ernani de Moraes Lemos              | UDN     | |
| Fabricio Soares da Silva            | UDN     | |
| Fidelcino Vianna de Araújo Filho    | UDN     | |
| Floriano Saretti                    | PSD     | |
| Francisco de Castro Pires Júnior    | PSD     | |
| Gregoriano Canedo                   | PR      | Substituído por José Felipe da Silva no período de 17/2 a 7/4/1954. |
| Heli Duarte de Figueiredo           | PRP     | |
| Hermelindo Paixão                   | PSD     | |
| Ilacir Pereira Lima                 | PTB     | |
| João Vaz de Oliveira                | PST     | Substituído por João Barbosa no período de 20/6 a 20/8/1951. |
| Joaquim Moreira Júnior              | PTB     | Empossado em 17/5/1951, após uma revisão na apuração das eleições de 3/10/1950. |
| José Alcino Bicalho                 | PTN     | Substituído por Sílvio Romeu César de Araújo no período de 26/3 a 13/6/1952. |
| José Augusto Ferreira Filho         | PSD     | Substituído por João de Almeida no período de 10/7 a 12/10/1953. |
| José Cabral                         | UDN     | |
| José Carvalheira Ramos              | PR      | Renunciou em 29/7/1953, sendo substituído por João Batista Miranda. |
| José Chaves Ribeiro                 | PSD     | |
| José Magalhães Carneiro             | PR      | Substituído por José Felipe da Silva, no período de 28/4 a 16/6/1953, e Carlos Vaz de Melo Megale, de 18 a 23/10/1954. |
| José Geraldo de Oliveira            | PRP     | |
| José Grossi                         | UDN     | |
| José Luiz Pinto Coelho Filho        | PDC     | |
| José Maurício de Andrade            | PSD     | |
| José Raimundo Soares da Silva       | PTB     | |
| José Soares de Figueiredo           | PSD     | |
| José Ribeiro Pena                   | PSD     | |
| José Vargas da Silva                | UDN     | Substituído pelo deputado João Batista Miranda no período de 13 a 28/7/1953. |
| Juarez de Souza Carmo               | PR      | Licenciou-se para ocupar o cargo de Secretário de Estado da Agricultura, sendo substituído por Ary Gonçalves de Souza no período de 15/4/1953 a 4/8/1954. |
| Lourival Brasil Filho               | PTN     | |
| Luiz Maranha                        | PSD     | |
| Manoel da Silva Costa               | UDN     | |
| Manoel França Campos                | PSD     | |
| Manoel Taveira de Souza             | UDN     | |
| Mário Hugo Ladeira                  | PR      | Licenciou-se para ocupar o cargo de Secretário de Estado de Saúde e Assistência, sendo substituído por Carlos Vaz de Melo Megale no período de 1º/2/1951 a 4/8/1954. |
| Milton Salomon Salles               | UDN     | Substituído por João Batista Miranda no período de 12/12/1952 a 16/4/1953. |
| Odilon Rezende Andrade              | UDN     | Substituído por Jorge de Vasconcelos Safe, no período de 16/5 a 29/7/1952, João Batista Miranda, de 29/4 a 12/7/1953, e Guaracy Duque Viriato Catão, nos períodos de 21/7/1953 a 2/2/1954 e a partir de 6/7/1954.                                                            |
| Olavo Tostes Filho                  | UDN     | Renunciou em 5/11/1951, para tomar posse como Juiz de Direito do Distrito Federal, sendo substituído por Hugo Marques Gontijo, que foi substituído pelo deputado Jorge de Vasconcelos Safe, no períodos de 8/11/1951 a 14/6/1952, e a partir de 1º/6/1953, quando renunciou. |
| Oscar Dias Corrêa                   | UDN     | |
| Oswaldo Pieruccetti                 | UDN     | |
| Otelino Ferreira Sol                | PSD     | |
| Paulo Campos Guimarães              | UDN     | Substituído pelo deputado João Batista Miranda no período de 13/11 a 15/12/1951. |
| Rafael Caio Nunes Coelho            | UDN     | |
| Ricardo Alves Pinto Filho           | PDC     | Perdeu seu mandato em 21/7/1952, sendo substituído por Ânuar Fares Menhem a partir de 29/7/1952. |
| Sílvio de Andrade Abreu             | PTB     | |
| Simão Vianna da Cunha Pereira       | UDN     | |
| Synval Siqueira                     | PTB     | |
| Ultimo de Carvalho                  | PSD     | Substituído por João de Almeida no período de 18/2 a 11/3/1952. Renunciou em 15/12/1954, para tomar posse como Tabelião, sendo substituído por Reni Rabelo. |
| Waldir Lisbôa                       | PTB     | |
| Waldomiro Agostinho Lobo            | PTB     | |
| Whady José Nassif                   | PTB     | |